# 스프링 피버
스프링 피버(春風沉醉的夜晚: Spring Fever)는 프랑스에서 제작된 로예 감독의 2009년 드라마 영화이다. 친하오 등이 주연으로 출연하였고 실베인 버스테인 등이 제작에 참여하였다.

## 출연

### 주연
- 친하오
- 진사성
- 담탁
- 오위